# Sorbitaan
Sorbitaan of 1,4-anhydrosorbitol is de anhydridevorm van sorbitol, bekomen door dehydratie van sorbitol. Bij de dehydratie van sorbitol kunnen verschillende isomere anhydridevormen ontstaan, waaronder 1,4-anhydrosorbitol en 1,5-anhydrosorbitol.

## Toepassing
Sorbitaan is een tussenproduct voor de synthese van oppervlakte-actieve stoffen. De esters van sorbitaan met vetzuren die lange alkylketens hebben zoals oliezuur of stearinezuur, zijn niet-ionische oppervlakte-actieve stoffen: ze hebben een hydrofiel deel dat afkomstig is van sorbitol en een lipofiel deel afkomstig van de vetzuren. Naargelang de graad van verestering kan men mono-, di- of tri-esters vormen. De tri-esters zoals sorbitaantrioleaat zijn het meest lipofiel (dus hydrofoob) en hebben de laagste HLB-waarde. De HLB-waarde van sorbitaanmono-oleaat bijvoorbeeld is 4,3; die van sorbitaantrioleaat is 1,8. Dergelijke lipofiele sorbitaanesters worden gebruikt voor de bereiding van emulsies, crèmes en zalven voor cosmetische of farmaceutische preparaten.
Ge-ethoxyleerde esters van sorbitaan (polysorbaten) daarentegen zijn hydrofiel en hebben een hoge HLB-waarde. Ze zijn wateroplosbaar; vooral de mono-esters zoals polysorbaat 20 (polyoxyetheen-20-sorbitaan-monolauraat), die ook als emulgator in voedingswaren mogen gebruikt worden. Polysorbaat 20 heeft een HLB-waarde van 16,9.